# マリア・クリスティーナ・フォン・エスターライヒ (1879-1962)
マリア・クリスティーナ・フォン・エスターライヒ（Maria Christina von Österreich, 1879年11月17日 - 1962年8月6日）は、オーストリア皇帝家の分家テシェン公爵家のオーストリア大公女で、ザルム＝ザルム家の侯世子エマヌエル・アルフレートの妃。

## 生涯
テシェン公爵家の当主フリードリヒ大公とその妻でクロイ公爵家の公女であるイザベラの間の第1子、長女として生まれた。野心家の母イザベラ大公妃は、皇帝フランツ・ヨーゼフ1世の甥で帝位継承者のフランツ・フェルディナント大公がテシェン公爵家の居城ハルプトゥルン城に頻繁に通うようになると、大公がマリア・クリスティーナに求婚することを期待したが、大公は城に侍女として仕えるゾフィー・ホテクと密かに恋愛関係にあり、これは1899年に露見した。

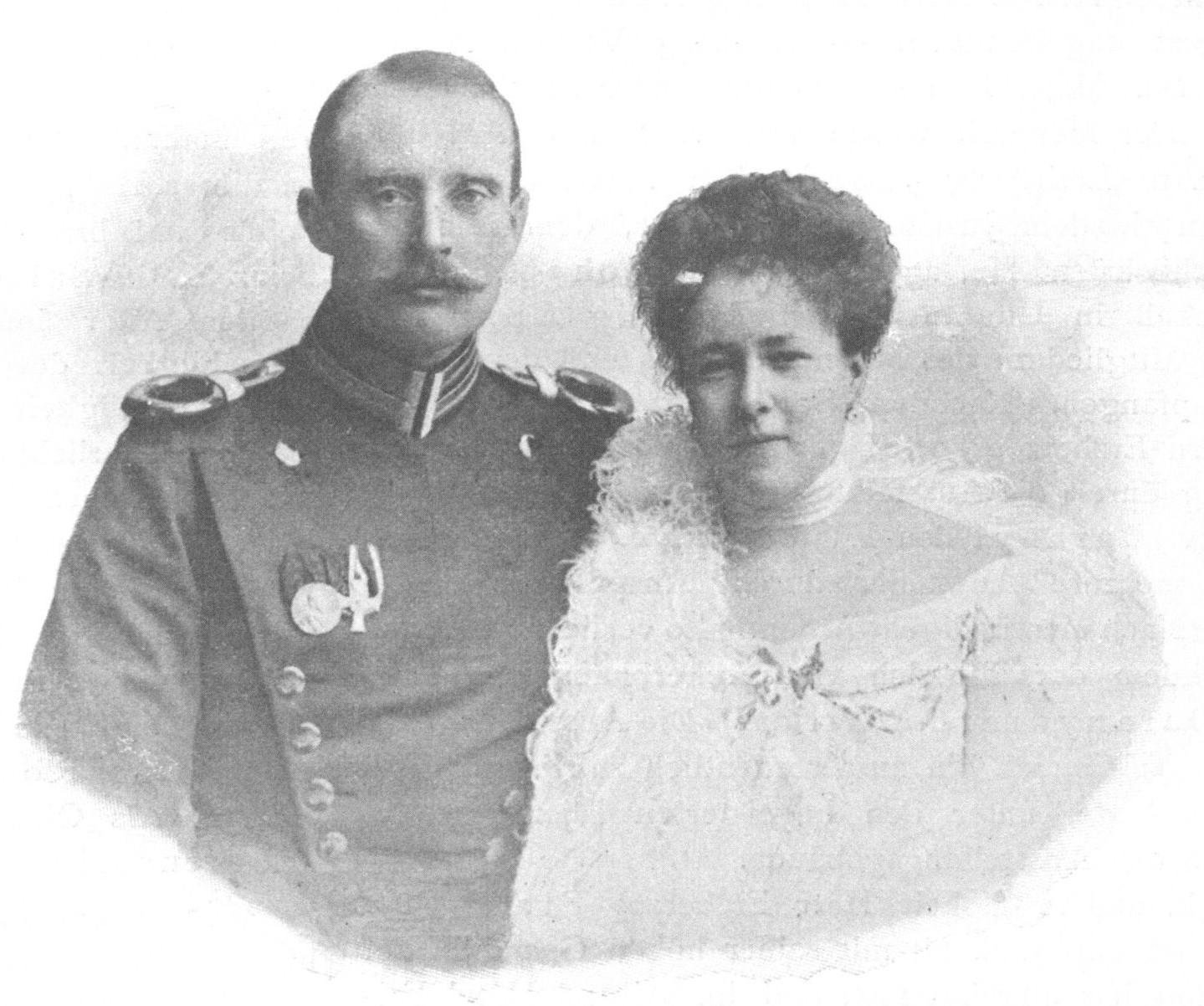
マリア・クリスティーナとエマヌエル（1902年5月10日撮影）

1902年5月10日にウィーンにおいて、ザルム＝ザルム侯アルフレートの長男で世継ぎ侯子（エルププリンツ）のエマヌエル・アルフレート（1871年 - 1916年）と結婚し、間に2男3女の5人の子をもうけた。夫は第一次世界大戦中の1916年、東部戦線のピンスク郊外において戦死した。
1962年8月6日に亡くなったマリア・クリスティーナは死後、アンホルトにあるザルム＝ザルム侯家歴代の墓所に葬られた。

## 子女
- イザベレ・マリア・ローザ・カタリーナ・アントニア（英語版）（1903年 - 2009年） - 1925年、フェリックス・フォン・ロエ男爵と結婚
- ローゼマリー・フリーデリケ・イザベラ・エレオノーレ・ヘンリエッテ・アントニア（英語版）（1904年 - 2001年） - 1926年、オーストリア大公フーベルト・ザルヴァトールと結婚
- ニコラウス・レオポルト・ハインリヒ・アルフレート・エマヌエル・フリードリヒ・アントニウス（ドイツ語版）（1906年 - 1988年） - ザルム＝ザルム侯家家長
- ツェツィーリエ・マリー・アルフォンジーネ・エマヌエーレ・アントニア（1911年 - 1991年） - 1930年、ザルム＝ライファーシャイト＝クラウトハイム・ウント・ディーク侯家家長フランツ・ヨーゼフと結婚
- フランツ（1912年 - 1917年）